# Shekere

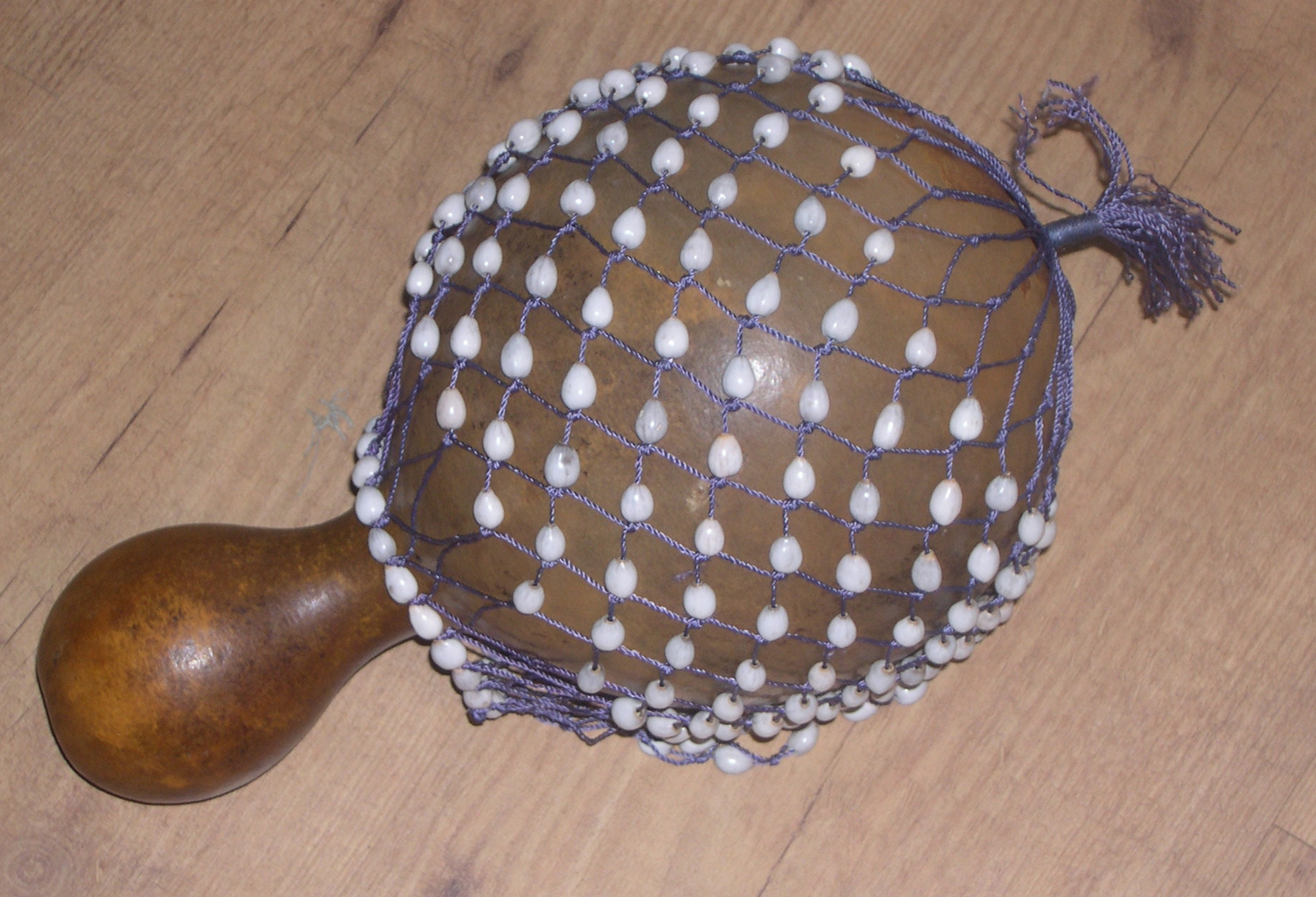
Shekere

El chequeré o shekere es un instrumento de percusión de África Occidental, consistente en una calabaza secada con cuentas tejidas en una red que la recubre. Se elabora con las pequeñas calabazas que crecen sobre la tierra. La forma de la calabaza determina el sonido del instrumento. 